# Занимљива географија (игра)
Занимљива географија је едукативна друштвена игра коју може да игра један играч, а могу да играју и више играча. Циљ игре је да се на основу насумично изабраног слова наброји што више географских појмова (градови, језера, реке, државе, планине...).

## О игри
У доба без мобилних телефона и интернета, ученици су своје слободно време проводили играјући се Занимљиве географије. Ово је био један од начина да ученици науче бар називе неких географских појмова, а уједно и да провере своје знање у дружењу са својим вршњацима. Потребно је уписати географски појам који почиње на задато слово. Класични појмови били су држава, град, река, планина, биљка, животиња. Свака игра је почињала насумичним убадањем слова.

### Начин игре
Игра се састојала у томе што се на папир нацрта табела, са најмање осам колона за уписивање следећих појмова:
1. Држава
2. Река
3. Планина
4. Град
5. Биљка
6. Животиња
7. Предмет
8. Име

Затим се зада почетно слово рецимо А, и у колоне се уписује на пример: 
1. Аргентина
2. Амазон
3. Авала
4. Алексинац
5. Ананас
6. Ајкула
7. Акумулатор
8. Анђела

Ученик који би први завршио, би задавао следеће слово. Могуће је и не задавати слова, већ ићи по азбуци или абецеди, а за сваки тачан појам се добиј неки поен, и из овог би настао прави мали квиз, где су се играла цела одељења.